# Phường 12, Bình Thạnh
Phường 12 là một phường thuộc quận Bình Thạnh, Thành phố Hồ Chí Minh, Việt Nam.
Phường 12 có diện tích 1,11 km², dân số năm 2021 là 36.127 người,  mật độ dân số đạt 32.546 người/km².